# Táin Bó Cúailnge
Táin Bó Cúailnge (lett. "La razzia dei bovini del Cooley"), anche noto semplicemente come The Táin e tradotto in italiano come La grande razzia, è un racconto appartenente all'antica letteratura d'Irlanda, in genere considerato un poema epico, anche se scritto principalmente in prosa e non in versi. La storia racconta della guerra combattuta tra l'Ulster e il Connacht per il possesso del toro Donn Cúailnge. All'esercito del Connacht, riunito dalla regina Medb e da suo marito Ailill si oppone per l'Ulster un unico solitario eroe, l'adolescente Cú Chulainn. L'ambientazione del racconto è la Penisola di Cooley, oggi nella Contea di Louth, nella Repubblica d'Irlanda.
Tradizionalmente attribuito al I secolo a.C. il Táin è il testo centrale del ciclo dell'Ulster. Sopravvive in due versioni contenute in manoscritti del XII secolo, la prima una compilazione per lo più in antico irlandese, la seconda un'opera in medio irlandese.

## Trama
La trama vera e propria del Táin è preceduta da una serie di remscéla, cioè di preamboli che spiegano le origini e le vicende dei protagonisti, nonché la presenza di eroi dell'Ulster alla corte del Connacht, la maledizione che impedisce agli uomini dell'Ulster di combattere per il loro paese, le origini misteriose dei tori Donn Cúailnge e Finnbhennach. Nella sua tradizione del 1969 Thomas Kinsella ne scelse otto, a volte coincidenti con parte del testo dell'opera principale. Va notato che molti sono i racconti epici che si dicono antefatti del Táin, alcuni dei quali però hanno con l'opera in questione un legame indiretto. 
La prima versione si apre con la scena di Ailill e Medb che stanno radunando il loro esercito a Rathcroghan, per uno scopo che l'autore dà per scontato sia noto al lettore. La seconda versione aggiunge un prologo, nel quale i due sovrani confrontano le rispettive ricchezze. Alla fine emerge che ciò che fa la differenza a favore di Ailill è il possesso dell'incredibilmente fertile toro Finnbhennach, per altro nato nella mandria di Medb, ma trasferitosi spontaneamente alla mandria di Ailill in quanto gli sembrava umiliante appartenere ad una donna. Medb decide allora che solo l'altrettanto potente Donn di Cooley avrebbe potuto bilanciare i conti col marito. La regina convince il proprietario, Dáire mac Fiachna, ad affittarle il toro da monta per un anno, ma i suoi messi ubriachi rivelano che la loro intenzione sarebbe stata quella di prendere l'animale anche con la forza in caso di mancato accordo. La trattativa naturalmente salta e Medb raduna un esercito per catturare la magnifica preda, esercito in cui figurano tra gli alleati anche alcuni fuoriusciti dell'Ulster, capitanati da Fergus mac Róich.
Gli uomini dell'Ulster vengono debilitati da un'apparente epidemia, la ces noínden, letteralmente "debolezza di nove giorni" (sebbene i suoi effetti dureranno poi mesi). Un'altra storia spiega che questa è la maledizione che la dea Macha impose al re dell'Ulster per esser stata costretta a gareggiare col carro nonostante l'avanzata gravidanza. L'unico che conserva il suo vigore in tutto l'Ulster è il diciassettenne Cúchulainn, che per altro, responsabile della guardia ai confini, per appartarsi con una ragazza ha lasciato che il paese venisse invaso di sorpresa. Cúchulainn, aiutato dal fedele auriga Láeg, conduce una guerriglia contro i nemici in avanzata, e infine li ferma invocando il diritto di risolvere la guerra attraverso un duello di campioni presso il guado. Così egli sconfiggerà un avversario dopo l'altro, in una sequenza di scontri durata mesi. Ciò nonostante si dimostra incapace di impedire a Medb la cattura del toro Donn.
In questa battaglia prolungata Cúchulainn viene in contatto con alcune divinità, sia ostili che amiche. Una volta gli si presenta la Mórrígan sotto le sembianze di una stupenda giovane donna, che gli offre il suo amore. L'eroe rifiuta sprezzante e la dea si rivela, minacciando di ostacolarlo nel suo prossimo scontro. Così accadrà: prima nella forma di un'anguilla che lo intrappolerà nel guado, poi come lupo che mette in fuga precipitosa una mandria attraverso il guado, infine come giovenca alla testa della mandria. In ogni forma la Mórrígan viene ferita. Infine ricompare sotto forma di una vecchia, coperta delle ferite da poco subite, che sta mungendo una vacca. Così offre tre bicchieri di latte a Cúchulainn, che non solo accetta, ma per ogni bicchiere la benedice, guarendo ogni ferita. 
Un'altra volta, dopo un combattimento particolarmente difficile Cúchulainn viene visitato da uno spirito che si rivela essere Lúg, il suo vero padre. per tre giorni l'eroe viene tenuto in un sonno magico mentre il dio lo cura con le sue arti. Durante questa parentesi i giovani suoi compagni accorrono in suo aiuto, ma vengono massacrati dai guerrieri del Connacht. Al risveglio, saputa la terribile notizia, Cúchulainn subisce una spettacolare ríastrad, una crisi di furia tale da distorcere il suo corpo in quello mostruoso di un essere senza pietà, che non distingue tra amici e nemici. In questa forma assalta il campo degli uomini del Connacht e vendica sei volte gli amici caduti. 
Dopo questo singolare episodio riprende la sequenza infinita di duelli, anche se Medb più volte viola i patti inviando contro Cúchulainn più avversari alla volta. Infine tocca a Fergus dell'Ulster, il suo padre adottivo. Cúchulainn accetta di cedergli il passo senza combattere solo a condizione che egli prometta di fare lo stesso la prossima volta che si incontreranno. 
Ma l'ultimo duello, lungo tre giorni, vede opposti strenuamente Cúchulainn e il suo miglior amico, il fratello adottivo Ferdiad.
Finalmente gli uomini dell'Ulster si destano dal torpore, prima uno alla volta, poi in massa e inizia la battaglia finale. Essa finisce quando Fergus, in onore della parola data, ritira le sue forze dal campo. Il panico dilaga fra gli alleati del Connacht e Medb è costretta a ritirarsi. Ciò nonostante ha ottenuto quello che voleva, il toro di Cooley. Ma durerà poco: lo scontro tra Donn Cúailnge e Finnbhennach vede la vittoria del primo e la morte del secondo. Ma Donn, mortalmente ferito, fugge per tutta l'Irlanda, dando nome a molte località prima di tornare a casa esausto per morire.

## Il testo
Il Táin Bó Cúailnge è sopravvissuto in due redazioni. 
La prima consiste in parte del Lebor na hUidre, il Libro della Mucca Bruna, un manoscritto della fine XI / inizio XII secolo, redatto nel monastero di Clonmacnoise. Un testo mutilo della stessa versione si ritrova anche nel manoscritto del XIV secolo detto il Libro Giallo di Lecan. L'intera opera si è potuta ricostruire a partire dalla sovrapposizione di queste due fonti. La versione per altro risulta una compilazione di versioni ancora precedenti, come emerge dalla varietà di episodi doppi e dai riferimenti testuali alle "altre versioni". 
Molti episodi di questa prima versione sono stupendi, scritti nella caratteristica limpida prosa della miglior letteratura antico-irlandese, ma altri sono criptici sommari, e l'intero lavoro appare come scollegato. Le evidenze linguistiche fanno attribuire la maggior parte del lavoro all'VIII secolo, con parti risalenti probabilmente ancora prima. 
La seconda versione si trova nel manoscritto del XII secolo noto come il Libro di Leinster. Questa appare l'esercizio di sintesi di un monaco che mise insieme materiale del Lebor na hUidre e fonti sconosciute del Libro Giallo di Lecan per creare una versione coerente dell'intera epopea. Se il risultato è piacevole da un punto di vista letterario il linguaggio del testo appare troppo "moderno" e fiorettato rispetto all'originale e privato di quella semplicità espressiva che si faceva apprezzare nelle versioni più antiche. 
La versione del Libro di Leinster riporta alla fine la seguente chiosa (in latino): 
(Cecile O'Rahilly (ed. & trans., 1967), Táin Bó Cuailnge from the Book of Leinster, Dublin Institute for Advanced Studies.)
Altre versioni ci sono note a partire da frammenti rinvenuti in manoscritti successivi, poiché c'è ragione di ritenere che la tradizione orale sfociata nel Táin Bó Cúailnge sia stata lunga. Ad esempio il poema Conailla Medb michuru (Medb strinse contratti illegali) di Luccreth moccu Chiara, datato al 600 circa, racconta la storia dell'esilio di Fergus alla corte di Ailill e Medb, tema che il poeta dice sen-eolas ("antica sapienza"). Altri due poemi del VII secolo alludono alla materia del Táin: nelle Verba Scáthaige (Parole di Scáthach), la donna guerriero Scáthach profetizza la lotta del suo allievo Cúchulainn al guado; e il Ro-mbáe laithi rordu rind, attribuito allo stesso Cúchulainn, fa riferimento ad un evento del Táin.